# Xian de Lixin
Pour l’article homonyme, voir Lixin (montagne).
Le xian de Lixin (利辛县 ; pinyin : Lìxīn Xiàn) est un district administratif de la province de l'Anhui en Chine. Il est placé sous la juridiction de la ville-préfecture de Bozhou.

## Démographie
La population du district était de 1 351 311 habitants en 1999.